# Alampla cretostrigalis
Alampla cretostrigalis är en fjärilsart som beskrevs av Caradja 1925. Alampla cretostrigalis ingår i släktet Alampla och familjen Immidae. Inga underarter finns listade i Catalogue of Life.